# Overcoming
Overcoming er en dokumentarfilm fra 2005 om Bjarne Riis' cykelhold Team CSC. Filmen er instrueret af den danske filminstruktør Tomas Gislason. Filmen følger Team CSC før og under Tour de France i 2004, hvor holdets stjerne Ivan Basso vandt 12. etape i Pyrenæerne og kunne træde på podiet i Paris som nummer tre i den samlede stilling.

## Medvirkende
- Bjarne Riis
- Ivan Basso
- Carlos Sastre
- Michele Bartoli
- Jens Voigt
- Bobby Julich
- Jakob Piil
- Ole Kåre Føli
- B.S. Christiansen